# 高知県道17号本川大杉線
高知県道17号本川大杉線（こうちけんどう17ごう ほんがわおおすぎせん）は、高知県吾川郡いの町から長岡郡大豊町に至る県道（主要地方道）である。

## 概要
吾川郡いの町葛原から長岡郡大豊町高須に至る。
単独区間では高知県道265号大川土佐線と並行し、狭小の区間が所々存在する。土佐町田井以降は国道439号に重複する。

### 路線データ
- 起点：高知県吾川郡いの町葛原（国道194号交点）
- 終点：高知県長岡郡大豊町高須（国道32号交点、国道439号上）

## 歴史
もともとは高知県道1号西条大杉線→高知県道1号本川大杉線という名称だった。

### 年表
- 1954年（昭和29年）
  - 1月20日 - 建設省（現・国土交通省）が主要地方道西条大杉線（愛媛県西条市 - 高知県長岡郡大杉村）を指定。
  - 12月1日 - 高知県が高知県道1号西条大杉線を認定。
- 1962年（昭和37年）5月1日 - 愛媛県西条市 - 高知県吾川郡本川村間が高知県道2号西条伊野線の全線とともに二級国道194号高知西条線へ指定、二級国道194号との重複区間となる。
- 1964年（昭和39年）12月28日 - 建設省が主要県道西条大杉線の一部を本川大杉線として主要地方道に指定。
- 1965年（昭和40年） - 高知県が高知県道1号西条大杉線と高知県道2号西条伊野線を廃止し、高知県道1号本川大杉線を認定。
- 1972年（昭和47年） - 高知県が県道番号を「1」から「17」へ変更。
- 1981年（昭和56年）4月30日 - 土佐郡土佐町 - 長岡郡大豊町間が一般国道439号へ指定、439号との重複区間となる。
- 1993年（平成5年）5月11日 - 建設省から、主要県道本川大杉線が本川大杉線として主要地方道に再指定される[1]。

## 路線状況

### 重複区間
- 高知県道・愛媛県道6号高知伊予三島線（土佐郡大川村小松 地内）
- 高知県道16号高知本山線（土佐郡土佐町田井 - 長岡郡本山町本山）
- 国道439号（土佐郡土佐町田井 - 長岡郡大豊町高須[要検証 – ノート][注釈 1]（終点））

### 道路施設

#### 橋梁
- 上吉野川橋（吉野川、土佐郡土佐町）

#### トンネル
- 土居トンネル：延長212 m、1974年（昭和49年）竣工、土佐郡大川村
- 早明浦トンネル：延長200 m、1968年（昭和43年）竣工、土佐郡土佐町

## 地理

### 通過する自治体
- 吾川郡いの町
- 土佐郡大川村
- 土佐郡土佐町
- 長岡郡本山町
- 長岡郡大豊町

### 交差する道路
| 交差する道路                                                                     | 市町村名 | 市町村名 | 交差する場所 | 交差する場所 |
| -------------------------------------------------------------------------------- | -------- | -------- | ------------ | ------------ |
| 国道194号                                                                        | 吾川郡   | いの町   | 葛原         | 起点         |
| 高知県道・愛媛県道6号高知伊予三島線 重複区間起点                                 | 土佐郡   | 大川村   | 小松         |              |
| 高知県道・愛媛県道6号高知伊予三島線 重複区間終点                                 | 土佐郡   | 大川村   | 小松         |              |
| 高知県道265号大川土佐線                                                          | 土佐郡   | 土佐町   | 境           |              |
| 高知県道263号田井大瀬線                                                          | 土佐郡   | 土佐町   | 田井         |              |
| 国道439号 重複区間起点 高知県道16号高知本山線 重複区間起点                       | 土佐郡   | 土佐町   | 田井         |              |
| 高知県道262号磯谷本山線 高知県道16号高知本山線 重複区間終点                      | 長岡郡   | 本山町   | 本山         |              |
| 高知県道267号上穴内本山線                                                        | 長岡郡   | 本山町   | 井窪         |              |
| 愛媛県道・高知県道5号川之江大豊線                                                | 長岡郡   | 大豊町   | 川口         |              |
| E32 高知自動車道                                                                 | 長岡郡   | 大豊町   | 川口         | 9 大豊IC     |
| 国道32号 国道439号 重複区間終点 徳島県道・高知県道113号東祖谷山大杉停車場線 重複 | 長岡郡   | 大豊町   | 高須         | 終点         |

### 沿線
- 大川村役場
- 早明浦ダム
- 吉野川